# جين هاكمان
جين هاكمان (بالإنجليزية: Gene Hackman) وُلد باسم يوجين ألين هاكمان في 30 يناير 1930، ممثل أمريكي حائز على جائزة الأوسكار والغولدن غلوب. ظهر في العديد من الأفلام المشهورة مثل (بوني وكلايد) و(الرابط الفرنسي) و(المحادثة) و(مسيسيبي تحترق) و(غير مغفور). ويعد هاكمان من أبرز نجوم هوليوود. اعتزل عن التمثيل منذ عام 2004. وقد تفرغ لكتابة الروايات حتى وفاته. بلغت أفلامه حوالي 90 فيلما سينمائيا.
في عام 1967، كانت بداية قوية لهاكمان في هوليوود حيث لعب دورًا مساندًا في فيلم بوني وكلايد (Bonnie and Clyde) وكان الدور علامة فارقة في تاريخه. ورشح لجائزة الأوسكار لأفضل ممثل مساعد. وفي فترة السبعينات أصبح هاكمان يقوم بأدوار البطولة؛ مثل دوره عام 1971 في فيلم الرابط الفرنسي (The French Connection)، الذي ساهم كثيرا في شهرة هاكمان كممثل. ولاقى أداؤه لشخصية المحقق باباي دويل (Popeye Doyle) صدى لدى الجمهور. وحاز على جائزة الأوسكار لأفضل ممثل لأول مرة.
بعد ذلك، عام 1973، شارك هاكمان في بطولة فيلم درامي بعنوان الفزاعة (Scarecrow) مع الممثل آل باتشينو. في السنة التالية، 1974، عمل هاكمان مع المخرج فرانسيس فورد كوبولا في فيلم الغموض المحادثة (The Conversation) بمشاركة الممثلين روبرت دوفال وهاريسون فورد. وحصل الفيلم على جائزة السعفة الذهبية في مهرجان كان السينمائي.
شارك هاكمان بشخصية ليكس لوثر ثلاث مرات في سلسلة أفلام سوبرمان. الأولى عام 1978 في أول أجزاء السلسلة في فيلم بعنوان سوبرمان: الفيلم مع الممثل كريستوفر ريف. والثانية عام 1980 في فيلم سوبرمان 2. والأخيرة عام 1987 في فيلم سوبرمان الجزء الرابع: السعي من أجل السلام.
في التسعينات مثل هاكمان في أكثر من عشرين فيلما في أدوار مساعدة. حقق العديد منها أرباحا عالية. أبرزها الفيلم الحائز على الأوسكار مع الممثل والمخرج كلينت إستوود عام 1992 غير مسامح (Unforgiven). ثم فيلم إثارة بعنوان الشراكة (The Firm) مع توم كروز. ثم قدم دور ضابط بحري في فيلم المد القرمزي (Crimson Tide) مع دينزل واشنطن. وعام 1995 مثل في الفيلم الكوميدي اهزم الهاوي (Get Shorty) مع جون ترافولتا. وفي السنة التالية في الفيلم الكوميدي القفص (The Birdcage) مع روبن ويليامز.
في عام 1998 شارك هاكمان في فيلم عدو الأمة (Enemy of the State). الذي بدا أنه مرتبط على نحو وثيق بفيلم «المحادثة». وكانت شخصية هاكمان في فيلم «عدو الأمة» هي امتداد لشخصيته في فيلم «المحادثة». وحقق الفيلم إيرادات عالية كانت حوالي 250 مليون دولار.
عام 2001، قدم هاكمان بعمر ال71 سنة اثنين من آخر أفلامه، هما: فيلم الحركة خلف خطوط العدو (Behind Enemy Lines) مع أوين ويلسون. وفيلم الكوميديا عائلة شجرة الميلاد (The Royal Tenenbaums).
وفي مقابلة تلفزيونية عام 2004 على قناة سي إن إن عبر برنامج مع المذيع لاري كينغ، أعلن هاكمان اعتزاله التمثيل.

## وفاته
في 26 فبراير 2025، عُثر على هاكمان وزوجته بيتسي أراكاوا، وكلبهما ميتين في منزلهم في سانتا في، نيو مكسيكو. كان عمره 95 عامًا. وقالت الشرطة، إنه لا توجد مؤشرات كبيرة على وجود جريمة قتل لكنها لم تقدم وقت الوفاة أو سببها. أعلن الطب الشرعي في وقت لاحق أن هاكمان توفي لأسباب طبيعية ولم تظهر نتائج لحدوث صدمة داخلية أو خارجية.

## الترشيحات والجوائز

### جائزة الأوسكار
- عام 1967: رشح لجائزة أفضل ممثل مساعد، عن دوره في فيلم: Bonnie & Clyde.
- عام 1970: رشح لجائزة أفضل ممثل مساعد، عن دوره في فيلم: I Never Sang for My Father.
- عام 1971: رشح لجائزة أفضل ممثل، عن دوره في فيلم: The French Connection، وفاز بها.
- عام 1988: رشح لجائزة أفضل ممثل، عن دوره في فيلم: Mississippi Burning.
- عام 1992: رشح لجائزة أفضل ممثل مساعد، عن دوره في فيلم: Unforgiven، وفاز بها.

## وصلات خارجية
- جين هاكمان على موقع IMDb (الإنجليزية)
- جين هاكمان على موقع ميتاكريتيك (الإنجليزية)
- جين هاكمان على موقع الموسوعة البريطانية (الإنجليزية)
- جين هاكمان على موقع روتن توميتوز (الإنجليزية)
- جين هاكمان على موقع مونزينجر (الألمانية)
- جين هاكمان على موقع ألو سيني (الفرنسية)
- جين هاكمان على موقع ميوزك برينز (الإنجليزية)
- جين هاكمان على موقع تيرنر كلاسيك موفيز (الإنجليزية)
- جين هاكمان على موقع أول موفي (الإنجليزية)
- جين هاكمان على موقع قاعدة بيانات برودواي على الإنترنت (الإنجليزية)
- سيرة جين هاكمان بالإنكليزية
- جين هاكمان.. 84 عاماً من الفن